# Hello Mister Berg
Hello Mister Berg ist ein Dokumentar-Spielfilm  aus dem Jahr  1992  des  deutschen Regisseurs, Drehbuchautors und Schauspielers Hartwig Patrick Peters. Der Film wurde ausschließlich in Hamburg und Umgebung gedreht. Die Erstausstrahlung im Fernsehen erfolgte am 1. Dezember 1996 im Norddeutschen Rundfunk.

## Handlung
Bei einem Mittagessen an einer Imbissbude in Ottensen lernt der junge Drehbuchautor Patrick den UFO-Forscher Berg kennen. Patrick besucht Berg in seiner Dachgeschoßwohnung, die zugleich die „Forschungsstation Enterprise der Forschungsstelle für fremdartige Katastrophenvorgänge durch Wesen aus dem All“ ist. Seit dreißig Jahren schon ist Berg den Außerirdischen auf der Spur. Die beiden Männer entwickeln in Alltagssituationen und durch abenteuerliche Begebenheiten eine eigenwillige Freundschaft.

## Kritiken
In der Filmkritik der Cinema hieß es: „Eine Doku-Komödie über einen liebenswerten alten Spinner, den Ufo-Forscher Horst Berg. Das kleine Budget ist Hartwig Patrick Peters’ Semi-Doku zwar in jeder Minute anzumerken, dem Charme und der Lebendigkeit seines Werkes tut das aber keinen Abbruch.“

## Filmfestivals
- 26. Internationale Hofer Filmtage[3] (Uraufführung)